# Darwinius
Darwinius là một chi động vật linh trưởng đã tuyệt chủng trong siêu bộ Adapiformes tuyệt chủng. Loài duy nhất được biết đến của chi này, Darwinius masillae, đã sống khoảng 47 triệu năm trước (giai đoạn Lutetia) dựa trên niên đại của địa điểm có hóa thạch.
Mẫu hóa thạch duy nhất được biết đến, được gọi là Ida, được phát hiện vào năm 1983 tại hố Messel, một mỏ đá bỏ hoang gần làng Messel, (Landkreis Darmstadt-Dieburg, Hesse) khoảng 35 km (22 dặm) về phía đông nam của Frankfurt am Main, Nước Đức. Các hóa thạch, được chia thành một phiến và mặt sau phiến một phần sau khi khai quật nghiệp dư và bán riêng, không được tập hợp lại cho đến năm 2007. Các hóa thạch của một con cái sắp trưởng thành, chiều dài tổng thể khoảng 58 cm, với đầu và cơ thể không bao gồm chiều dài đuôi là khoảng 24 cm. Người ta ước tính rằng Ida đã chết vào khoảng 80-85% cơ thể con lớn và chân tay dài ước tính của nó.
Tên chi Darwinius được đặt tên để tưởng niệm của hai trăm năm ngày sinh của Charles Darwin, và tên cụ thể loài được đặt masillae để vinh danh Messel nơi mẫu vật đã được tìm thấy. Các sinh vật xuất hiện bề ngoài tương tự như một con vượn cáo hiện đại.
Các tác giả của bài báo mô tả Darwinius phân loại nó như là một thành viên của họ linh trưởng Notharctidae, phân họ Cercamoniinae,, cho thấy rằng nó có tư cách của một hình thức chuyển tiếp quan trọng (một "liên kết") giữa các nòi giống linh trưởng Prosimia và khỉ ("anthropoid"). Những người khác đã không đồng ý với cách đặt vị trí này.
Người lo ngại về những tuyên bố đối với tầm quan trọng tương đối của hóa thạch và xuất công bố về hóa thạch trước khi thông tin đầy đủ đã sẵn sàng cho sự giám sát của cộng đồng khoa học. Một số các nhà sinh học hàng đầu của Na Uy, trong đó Nils Christian Stenseth, đã gọi là hóa thạch một "trò lừa bịp phóng đại" và nói rằng bài diễn thuyết của mình và tuyên truyền phổ biến "về cơ bản là vi phạm các nguyên tắc khoa học và đạo đức." 